# Casella (Ligurien)
Casella (ligurisch Casélla) ist eine italienische Gemeinde mit 3065 Einwohnern (Stand 31. Dezember 2023) in der Metropolitanstadt Genua.

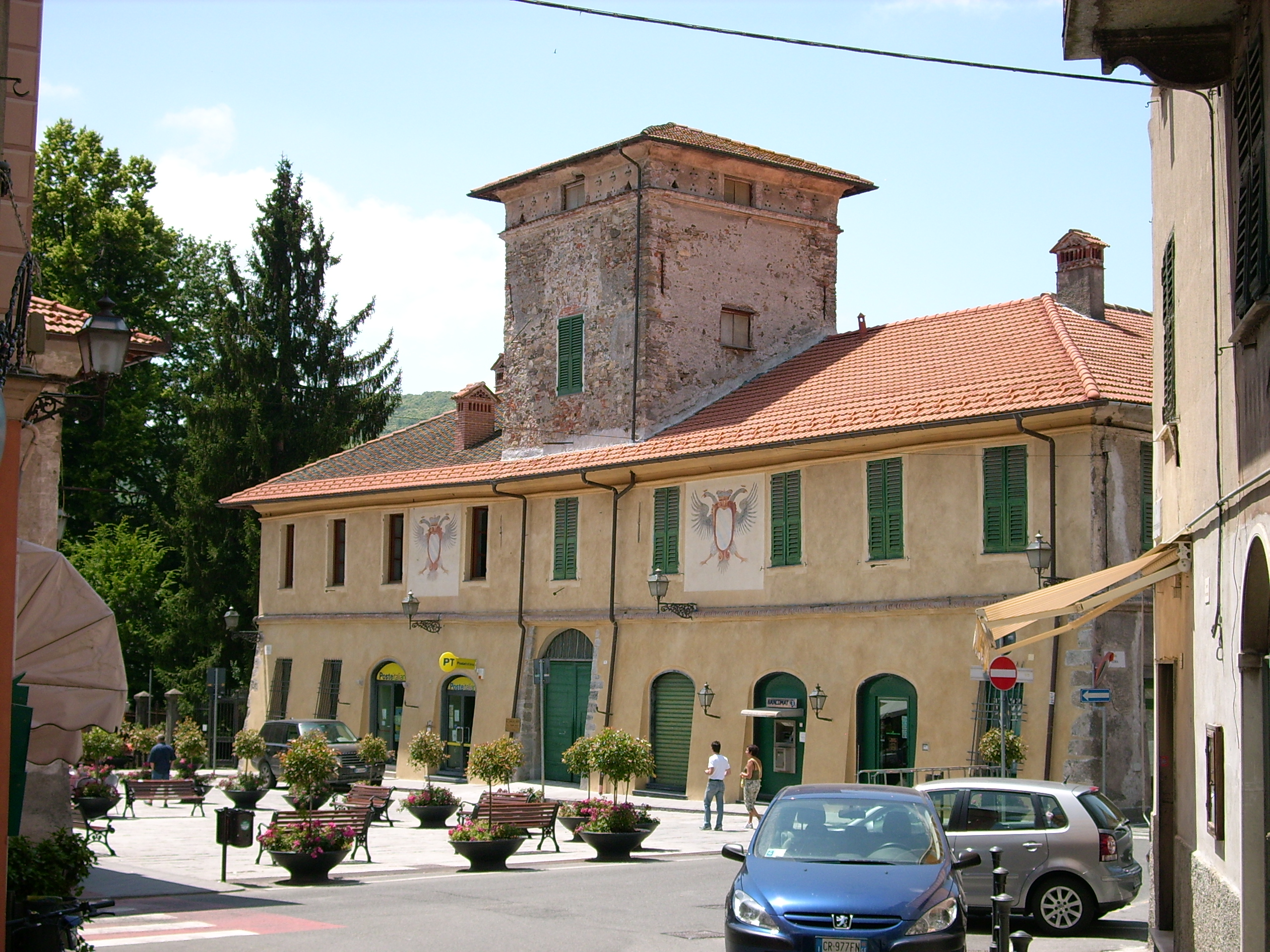
Der Ortskern von Casella

## Geographie
Die Ortschaft befindet sich in einer Ebene des Flusses Scrivia im Ligurischen Apennin. Von der ligurischen Hauptstadt Genua ist Casella circa 30 Kilometer entfernt und ist mit ihr durch eine Schmalspurbahn verbunden. Dieser Trenino di Casella schlängelt sich in Hochlage an den Hängen der Täler Valbisagno, Valpolcevera und Valle Scrivia entlang und bietet dem Fahrgast ein einmaliges Panorama über die Stadt Genua und den Apennin.
Casella gehört zu der Comunità Montana Alta Valle Scrivia.
Nach der italienischen Klassifizierung bezüglich seismischer Aktivität wurde Casella der Zone 4 zugeordnet. Das bedeutet, dass sich die Gemeinde in einer seismisch unauffälligen Zone befindet.